# Salebu (Mangunreja)
Salebu is een bestuurslaag in het regentschap Tasikmalaya van de provincie West-Java, Indonesië. Salebu telt 5348 inwoners (volkstelling 2010).